# 淳化大鼎
淳化大鼎，是目前已知的西周青铜鼎中最大最重者。1979年出土于陕西省咸阳市淳化县史家原，现藏淳化县博物馆。

## 形制和紋飾
淳化大鼎通高122厘米，口径83厘米，重达226公斤。鼎为宽体、垂腹、三柱足式，平口沿，口上二直耳，最为与众不同之处是腹外壁上的三个半圆形大耳，与三柱足相对应，这种形制为至今所仅见。
铜鼎的耳圈饰夔纹，腹上部有兽面纹三块，每一兽面纹下又各有牛首浮雕，柱足也均饰浮雕兽面。